# Ficus badiopurpurea
Ficus badiopurpurea är en mullbärsväxtart som beskrevs av Friedrich Ludwig Diels. Ficus badiopurpurea ingår i släktet fikonsläktet, och familjen mullbärsväxter. Inga underarter finns listade i Catalogue of Life.